# Saint-Ouen-le-Houx
Saint-Ouen-le-Houx település Franciaországban, Calvados megyében. Lakosainak száma 86 fő (2018. január 1.). Saint-Ouen-le-Houx Bellou, La Brévière, Lisores, Livarot, Sainte-Foy-de-Montgommery, Sainte-Marguerite-des-Loges és Val-de-Vie községekkel határos.

## Népesség
A település népessége az elmúlt években az alábbi módon változott:
| Lakosok száma | 120  | 102  | 70   | 73   | 70   | 78   | 80   | 85   | 87   | 86   |
|               | 1962 | 1968 | 1982 | 1990 | 1999 | 2008 | 2011 | 2013 | 2017 | 2018 |